# Classe ATC L02
La classe ATC L02, dénommée « Thérapeutique endocrine », est un sous-groupe thérapeutique de la classification anatomique, thérapeutique et chimique, développée par l'OMS pour classer les médicaments et autres produits médicaux. La classe ATC vétérinaire correspondante dans la classification ATCvet est QL02. Le sous-groupe présenté ici est celui établi par l'OMS, et peut donc différer des versions dérivées utilisées dans certains pays. Il fait partie du groupe anatomique L de la classification, intitulé « Antinéoplasiques et agents immunomodulants ».

## L02A Hormones et apparentés

### L02AA Estrogènes
L02AA01 Diéthylstilbestrol 
L02AA02 Polyestradiol phosphate (en)
L02AA03 Éthinylestradiol
L02AA04 Fosfestrol (en)

### L02AB Progestatifs
L02AB01 Mégestrol
L02AB02 Médroxyprogestérone
L02AB03 Gestonorone (en)

### L02AE Analogues de l'hormone entraînant la libération de gonadotrophines
L02AE01 Buséréline (en)
L02AE02 Leuproréline
L02AE03 Goséréline
L02AE04 Triptoréline
L02AE05 Histréline (en)

### L02AX Autres hormones
Classe vide.

## L02B Antihormones et apparentés

### L02BA Anti-estrogènes
L02BA01 Tamoxifène
L02BA02 Torémifène
L02BA03 Fulvestrant

### L02BB Anti-androgènes
L02BB01 Flutamide (en)
L02BB02 Nilutamide
L02BB03 Bicalutamide (en)
L02BB04 Enzalutamide
L02BB05 Apalutamide
L02BB06 Darolutamide

### L02BG Inhibiteurs de l'aromatase
L02BG01 Aminogluthétimide (en)
L02BG02 Formestane
L02BG03 Anastrozole
L02BG04 Létrozole
L02BG05 Vorozole (en)
L02BG06 Exémestane

### L02BX Autres antihormones et apparentés
L02BX01 Abarélix (en)
L02BX02 Degarelix
L02BX03 Abiratérone